# L'assedio di Calais

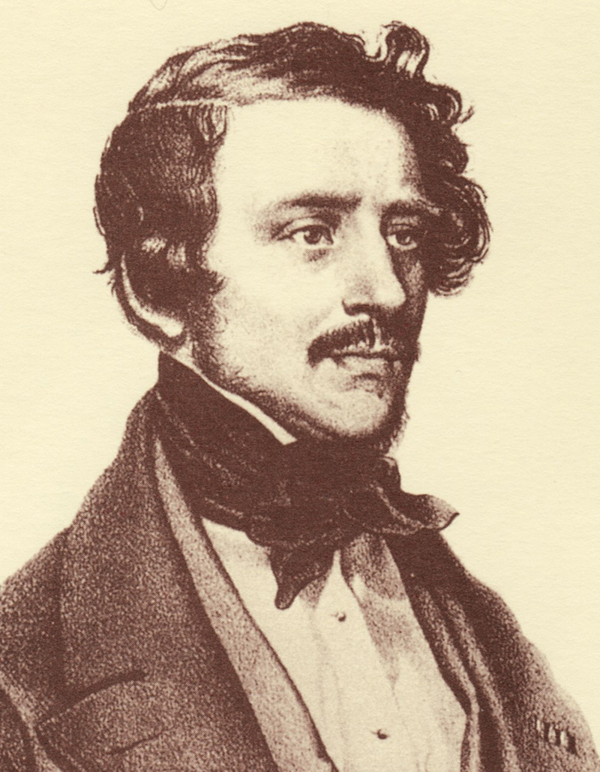
Gaetano Donizetti.

L'assedio di Calais (Belägringen av Calais) är en opera i tre akter med musik av Gaetano Donizetti och libretto av Salvatore Cammarano efter Luigi Marchionnis italienska översättning av pjäsen Eustache de Saint-Pierre, ou Le siège de Calais av Philippe-Jacques Laroche (1822). Den historiska bakgrunden handlar om kung Edward III:s belägring av Calais 1346-47 som var inledningen till Hundraårskriget.

## Historia
Detta var Donizettis först försök att närma sig den franska Grand opéra och han infogade därför ett balettdivertissement, vilket var ett ovanligt inslag i italienska operor. Då han saknade en duktig tenor fick Donizetti skriva om rollen som Aurelio för en mezzosopran i byxroll. Operan hade premiär den 19 november 1836 på Teatro San Carlo i Neapel.

## Personer
- Eustachio de Saint-Pierre, borgmästare i Calais (baryton)
- Aurelio, hans son (mezzosoprano)
- Eleonora, Aurelios hustru (sopran)[a]
- Giovanni d'Aire, borgare (tenor)
- Giacomo de Wisants, borgare (tenor)
- Pietro de Wisants, borgare (baryton)
- Armando, borgare (bas)
- Eduardo III (Edward III), Kung av England (baryton)
- Isabella, Drottning av England[b] (sopran)
- Edmundo, engelsk general (tenor)
- En engelsk spion (bas)

## Handling
Handlingen rör sig kring borgarna i Calais vilka är beredda att offra sig själva för att bryta engelsmännens belägring av staden. Deras liv skonas tack vare den engelska drottningens medling i kriget.